# De pijpleider
Tom Poes en de pijpleider (in boekuitgaven/spraakgebruik verkort tot De pijpleider) is een verhaal uit de Bommelsaga, geschreven en getekend door Marten Toonder. Het verhaal verscheen voor het eerst op 3 april 1971 en liep tot 10 juli van dat jaar. Thema: Leidinggeven. In 2015 is een herdruk van het verhaal uitgegeven met daarin een vertaling in het Gronings.